# Duets (Ane Brun)
Duets è il terzo album in studio della cantautrice norvegese Ane Brun, pubblicato nel 2005.

## Tracce
1. Little Lights (featuring Syd Matters) – 4:11
2. Lift Me (featuring Madrugada) – 4:04
3. Rubber & Soul (featuring Teitur) – 3:11
4. This Road (featuring Lars Bygdén) – 3:56
5. Stop (featuring Liv Widell) – 3:41
6. Across the Bridge (featuring Ellekari Larsson) – 3:32
7. Easier (featuring Tingsek) – 3:36
8. Love & Misery (featuring Tobias Fröberg) – 3:39
9. Such a Common Bird (featuring Wendy McNeill) – 3:44
10. Song No. 6 (featuring Ron Sexsmith) – 3:58